# 赤字国債
赤字国債（あかじこくさい）とは、日本において財政の財源として発行される特例国債のことである。国債の元利償還を受ける個人(国債を購入した債権者)と、税を負担する個人(納税者)は異なる。赤字国債を購入しているのは富裕層に偏り、国債を保有しない国民の手元には何も残らない。これは、18世紀英国の経済学者デイヴィッド・リカードの定理を、米国の経済学者ロバート・バローが1970年代に再定理化した「リカード＝バローの等価定理」として知られている。

## 概要
日本では、財政法第4条「国の歳出は、公債又は借入金以外の歳入を以て、その財源としなければならない。」と、国債発行を原則禁止している。しかし、同条文の但し書きに「公共事業費、出資金及び貸付金の財源については、国会の議決を経た金額の範囲内で、公債を発行し又は借入金をなすことができる」と、例外的に建設国債の発行は認めている。
しかし、1965年度の戦後初となる国債を補正予算によって発行したものの、東京オリンピック後の不況と法人税減収による歳入不足への対応であり、当初は「特例的かつ一時的」な措置とされた。発行額は2000億円で、全額を市中消化する建設国債であった。その後も建設国債は発行され、次第に金額が大きくなっていったが、赤字国債発行は無かった。

### 第一次石油危機とその後の不況対策
この状況を変えることとなったのが、1973年の第一次石油危機（オイルショック）とその後の経済の混乱である。「狂乱物価」と呼ばれるインフレも発生し、インフレを抑えるために総需要抑制策がとられ、経済がマイナス成長となった。1974年に入ると、経済を回復軌道に乗せるため、政府は第一次、第二次不況対策を実施し、1975年には当初予算で第三次不況対策を講じた。第1次から第3次までの景気対策は、財政支出面に限つてみると追加計上はなく、既定予算の執行を促進することが主たる内容だった。そこで、景気対策を上回る積極的な対策として打ち出された第4次対策では、新たに補正予算を組むこととされた。この補正予算の財源として、初めて赤字国債が発行されることとなったのである。

### 社会保障費による慢性的赤字国債依存化以降
そのため、日本国は歳入を歳出が上回る構造になり、1975年度以降は1990年度から1993年度までの4年間を除き、毎年度のように赤字国債の発行が恒常化した。1979年には国債依存度が約39%に達し、以降赤字国債の発行は常態化した。1980年代後半には財政再建路線が進められ、1987年から1990年にかけて赤字国債の新規発行は停止されたが、国債残高自体は増加を続けた。1990年代初頭のバブル崩壊と景気後退を受け、1992年度から赤字国債の発行が再開された。1997年には「財政構造改革法」により2003年度までの赤字国債発行ゼロを目指したが、アジア通貨危機や国内金融不安の影響で未達に終わった。
赤字国債を含めた新規国債発行額は、小泉政権下の2004年度に一時ピークを迎えた。そして小泉内閣が、放漫財政是正を目指した財政健全化路線により、2007年度には約25兆円まで縮小に成功させた。しかし、2008年度にはリーマン・ショックを契機とする世界金融危機 (2007年-2010年)への対応のため、国債発行額は再び33兆円まで増加した。
翌2009年度も、金融危機の影響が続く中で一般会計予算は過去最高の92兆2,992億円に達し、不足分を補うために44兆3,030億円分の赤字国債が発行された。

### 民主党政権における埋蔵金などポピュリズム
2009年に発足した民主党政権は、「国民受けしそうな政策」を大々的に盛り込んだが、その財源を確保できなかったため、結局は財政赤字が膨張することになった。これは、ポピュリズムに向かう経済運営が財政赤字につながるという見解を示唆している。
- マニフェストと財源計画

民主党のマニフェストには、以下の巨額の歳出増または歳入減を伴う政策が盛り込まれていた。
- - 子ども手当の支給: 初年度2.5兆円、2011年度以降は5.5兆円
  - 高校の授業料無償化: 0.5兆円
  - ガソリン税などの暫定税率の廃止・減税: 2.5兆円
  - 高速道路無料化: 2012年度以降は1.3兆円

これらの政策の合計所要額は、初年度の2010年度で7.1兆円、2011年度で12.6兆円、2012年度および2013年度でそれぞれ13.2兆円と見積もられていた。
財源については、以下の3つの柱が示された。
- - 無駄の削減: 公共事業の見直し、人件費、補助金などにより合計9.1兆円を捻出。
  - 政府資産の取り崩し（埋蔵金）の活用: 2009年度補正予算で成立した基金類や財政投融資特別会計の資産などから5.0兆円を確保。
  - 租税特別措置の見直し: 不透明な租税特別措置の廃止により2.7兆円を確保。

経済的学者の小峰隆夫は「埋蔵金」は一度使ったらなくなる「一回限りの財源」であり、一時しのぎとしか思えないこと、、「無駄の削減」についても、「削れば困る関係者が存在する」ために現実には難しいと考えるのが常識的であった。しかし、当時の藤井裕久財務大臣の自信に満ちた発言や事業仕分けの開始により、多少は期待を抱いたとも述べている。
- 事業仕分けとポピュリズム・財政赤字悪化

2010年度予算編成において、鳩山内閣は麻生内閣がまとめた概算要求を白紙に戻し、改めて予算編成を開始しました。しかし、要求総額は95兆円に達し、麻生政権時代の概算要求額92.1兆円を上回ったため、約3兆円以上の削減を目指して「事業仕分け」を実施した。
事業仕分けは、民主党議員と民間有識者によるワーキング・グループが各省庁のヒアリングを通じて事業の要不要を判定するもので、一般にも公開されたため、会場は報道陣と傍聴者で大変な賑わいとなった。仕分け人たちが官僚を攻撃し、次々に「廃止」の結論を出す姿は、無駄の削減に切り込んでいる印象を与えた。
しかし、小峰隆夫はこの手法に対し「違和感」を覚え、。役人時代に予算要求の経験から、民主党政権による公開の場での議論が「決定プロセスのポピュリズム」となり、仕分け人が予算を削ることで「格好がいい」と考える傾向があったのではないかと指摘している。
事業仕分けの成果について、行政刷新会議の報告では、削減された事業や国庫に返納を求めた基金を合わせても、総額で約1兆6千億円の削減効果にとどまり、目標の3兆円には全く届かなかった。これは、「無駄を削る」という掛け声だけでは予算を圧縮する効果は乏しいことを示している。歳出の大半を占める社会保障費はそのままだったので財政赤字の拡大は続き、結局、民主党のマニフェストに掲げられた約160の政策のうち、2012年10月の民主党自身による実績検証では「実現」は50施策にとどまった。2010年度の歳出総額は2009年度の当初予算よりも3兆7千5百億円（4.2%）増加し、新規国債の発行額は44兆3千億円となった。この財源のうち、初年度の9.8兆円には一時的な財源としての埋蔵金6.4兆円が含まれていた。その後は埋蔵金に頼れなくなり、財政赤字はさらに拡大していった。小峰隆夫は、この状況を冒頭の植木屋の話になぞらえ、「人々の期待に単純に応えようとする」のがポピュリズムだが、人々の問題点として、彼らの期待はしばしば長期的な見えにくい成果よりも、短期的な分かりやすい成果を求める傾向にある。そのため、短期的な視点での政策が長期的には人々の状態を悪くすると警鐘を鳴らしていふ。日本の赤字国債の原因である「ポピュリズム的な歳出拡大」が続いており、財政赤字は膨張し続けていると指摘している。。

### 政権再交代以降のアベノミクスによる赤字歯止め
その後、第二次安倍政権のアベノミクス景気の持ち直しと財政再建への取り組みにより、2015年度には新規国債発行額が6年ぶりに40兆円を下回った。国債市場は安倍政権の財政悪化に歯止めをかけた成果を評価したものの、「歳出削減」という更なる改善を求めている。　SMBC日興証券の末沢豪謙金融財政アナリストは、アベノミクスのような「景気の拡張時」に社会保障関連費等の歳出を減らして財政収支を改善しておかないといけないと指摘している。日本の場合は、現行の社会保障制度と税制だと少子高齢化が進むので、財政健全化はますます難しくなっていくと指摘している。社会保障関連費の歳出削減を減らせないのなら、消費増税で社会保障関連費の財源を確保すべきだと対案を提示している。

### コロナショックと財政赤字
しかし、2020年度には新型コロナウイルス感染症対策のため、約90兆円の新規国債が発行され、過去最大を記録した。

## 建設国債との違い
大和総研は「不況時に財政を均衡させるために増税することは現実的ではないため、赤字国債も一定の役割は容認するべきである。ただし、見合い資産がないという点において、赤字国債は建設国債より問題が大きい」と指摘している。